# Gullgröppa
Gullgröppa (Pseudomerulius aureus) är en svampart som först beskrevs av Elias Fries, och fick sitt nu gällande namn av Jülich 1979. Enligt Catalogue of Life ingår Gullgröppa i släktet Pseudomerulius,  och familjen Tapinellaceae, men enligt Dyntaxa är tillhörigheten istället släktet Pseudomerulius,  och familjen Coniophoraceae. Arten är reproducerande i Sverige. Inga underarter finns listade i Catalogue of Life.